# Passetto di Borgo

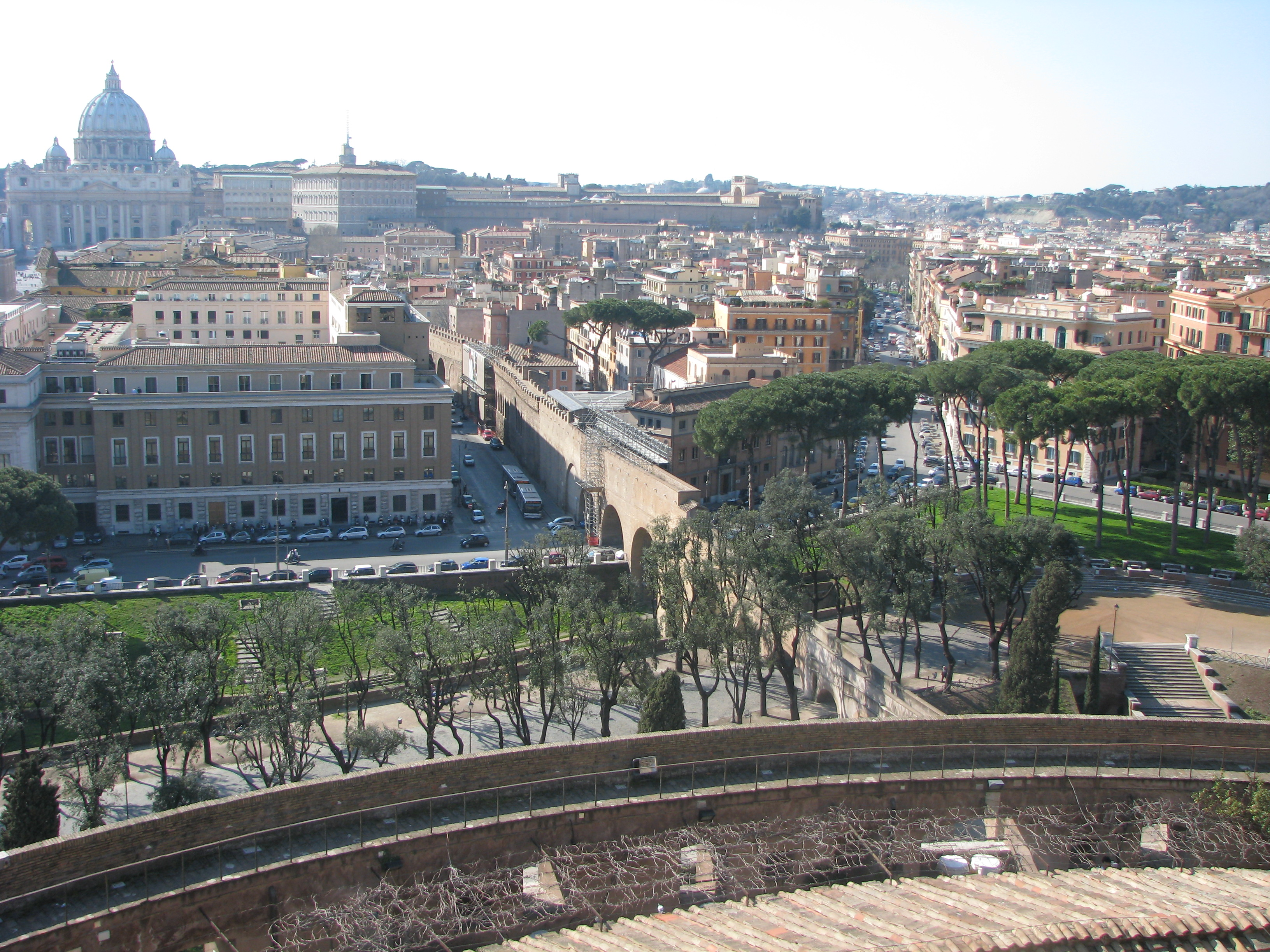
Le Passetto di Borgo avec le Vatican au fond.

Le Passetto di Borgo, ou simplement Passetto, (en français : petit passage) est un passage fortifié et surélevé qui relie la place Saint-Pierre de la cité du Vatican au château Saint-Ange, à Rome.

## Description
Le Passeto est un couloir long d'environ 800 mètres. Il commence à l'entrée du Vatican, au nord du début de la place Saint-Pierre, au niveau de la Piazza della Citta Leonina. Il traverse le rione du Borgo, au nord de la via della Conciliazione et aboutit au Château Saint-Ange, au musée national du château, après avoir enjambé les fossés du château. Il était également appelé autrefois Corridore di Borgo (couloir du Borgo).

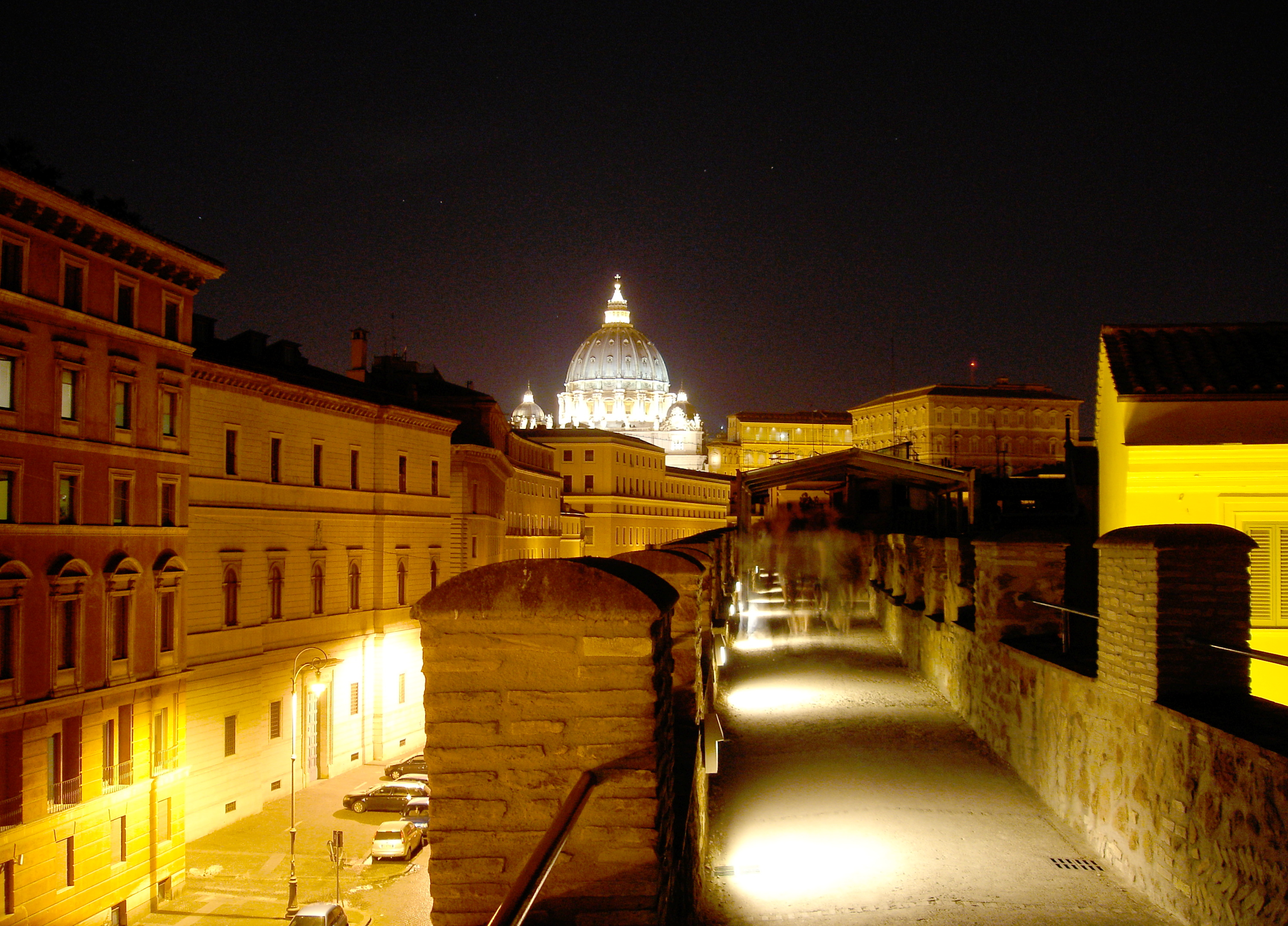
Partie extérieure du Passeto
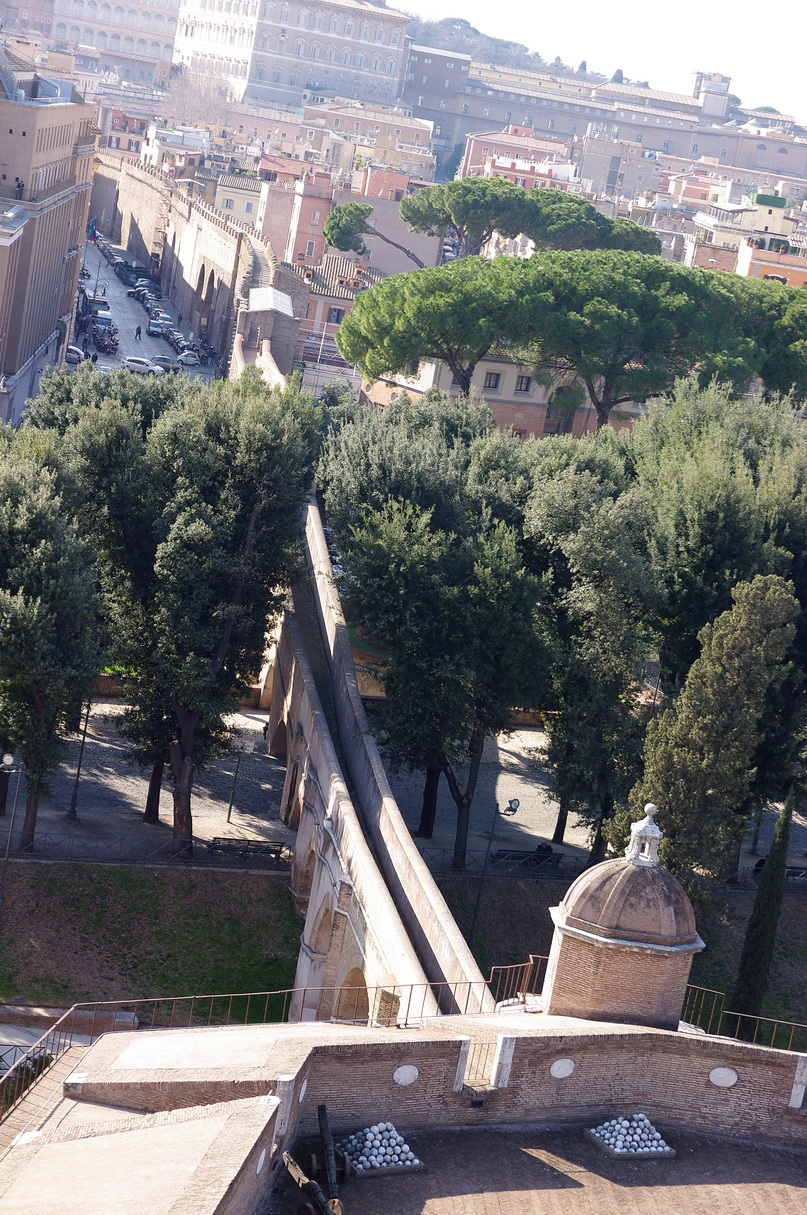
Vue aérienne à partir du Château Saint-Ange
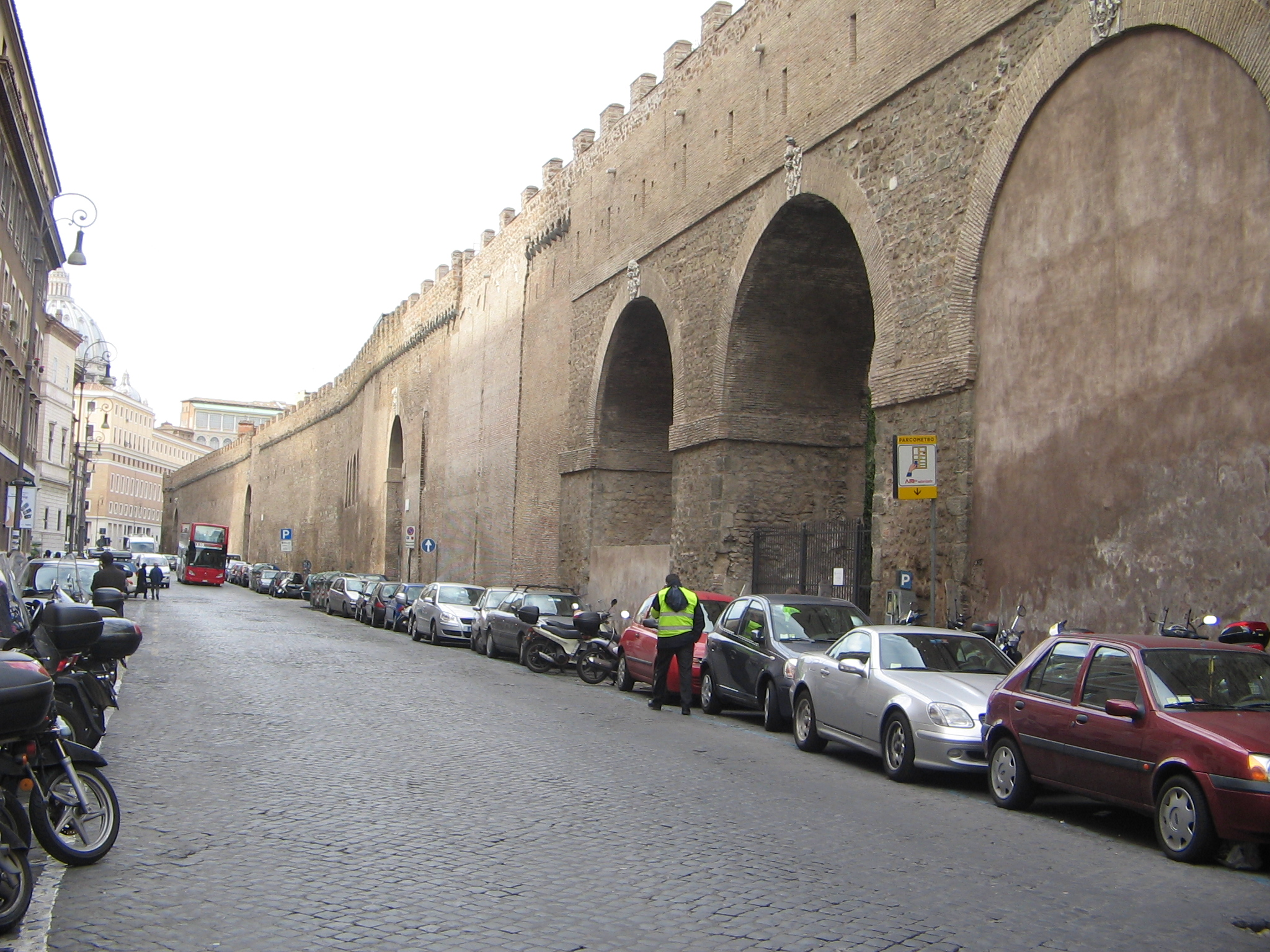
Le côté sud du Passetto vu du Borgo S. Angelo.
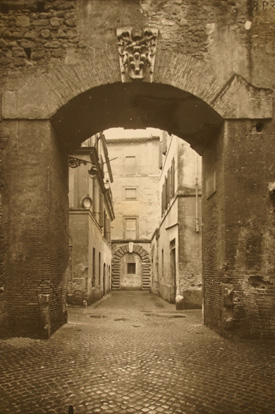
Le Passetto dans son contexte original : en arrière-plan la face arrière du palais Rusticucci-Accoramboni vue de Vicolo del Farinone, avant la démolition du quartier (environ 1930)

## Histoire
L'origine du Passetto est liée à la construction des murailles léonines par le pape Léon IV (845-855) qui les fait ériger à la suite de la mise à sac de Rome, en 846 par les troupes sarrasines. Le mur, construit par les prisonniers sarrasins, a un tracé en U : il débute au mausolée d'Hadrien (actuel Château Saint-Ange), se dirige vers la colline du Vatican, pour englober la basilique Saint-Pierre, avant de redescendre vers le fleuve.
C'est en 1277, que le Passetto est aménagé par le pape Nicolas III, sur la muraille reliant le Vatican au château Saint-Ange.
En 1494, le pape Alexandre VI utilise le Passetto, lorsque les milices de Charles VIII de France envahissent Rome.
Le 6 mai 1527, les soldats de Charles Quint mettent à sac Rome et s'attaquent au palais apostolique : tandis que 147 soldats de la Garde suisse pontificale périssent en protégeant la fuite du pape Clément VII vers le château Saint-Ange, par le Passeto.

## Restauration
Le Passetto a été en partie rénové à l'occasion du jubilé de l'an 2000. Le 14 février 2013, l'État de la Cité du Vatican publie la signature d'un protocole d’accord avec l'État italien concernant l’utilisation du Passetto par les autorités du Saint-Siège ainsi que la mise en place d’une tour de garde, contrôlée par la Garde Suisse pontificale et la Gendarmerie pontificale qui en surveillent l’accès.
Le Passeto peut être visité sur rendez-vous préalable.

## Dans la culture
Le Passetto di Borgo figure dans le roman Anges et Démons de Dan Brown (2000) et son adaptation cinématographique de Ron Howard (2009).